# 常磐自動車道
常磐自動車道（じょうばんじどうしゃどう、英語: JOBAN EXPWY）は、埼玉県三郷市の三郷ジャンクション (JCT) から、千葉県、茨城県、福島県を経由し宮城県亘理町の亘理インターチェンジ (IC) に至る高速道路（高速自動車国道）である。略称は常磐道（じょうばんどう）。
高速道路ナンバリングによる路線番号は、仙台東部道路、仙台北部道路と三陸自動車道の仙台港北IC - 利府JCT間とともに「E6」が割り振られている。

## 概要
埼玉県三郷市を起点とし、千葉県、茨城県、福島県を経由し、宮城県亘理郡亘理町へ至る延長300.4キロメートル (km) の路線である。東北自動車道、関越自動車道・日本海東北自動車道と並んで首都圏と東北地方を結ぶ東日本の大動脈の1つである。終点の亘理ICでは仙台東部道路に直結しており、首都圏と三陸地方を結ぶ最短経路の重要ルートである。
全体的には関東平野から太平洋側に沿って南北に貫くルートである。茨城県土浦市から宮城県にかけては大部分の区間で国道6号および常磐線とほぼ並走するルートを辿るが、土浦市以南は西に大きく離れ、国道6号・常磐線の経由しない埼玉県を通過する（2005年開業のつくばエクスプレスは概ね常磐自動車道に沿うルートで建設されている）。
広域的に見れば、首都圏 - 仙台間で東北道のバイパス路線として機能することが期待されており、途中で仙台南部道路・東北中央自動車道・磐越自動車道・北関東自動車道・首都圏中央連絡自動車道など数本の道路を介して連絡する。これにより東北自動車道の利用交通量を常磐自動車道に分散させ、高速道路が本来持つ定時性と安定的な輸送体制の確保に寄与している。
また、東北自動車道は那須高原や国見峠といった積雪地帯を通過する一方、太平洋側を結ぶ常磐自動車道は全線にわたり降雪が少なく、雪の影響を受けにくい。さらに、関東方面と東北方面を奥羽山脈に沿って縦断する東北自動車道と比べ、常磐自動車道は関東平野から福島県の浜通りなど、太平洋沿いの平地が続く区間を走ることもあって、山間の急勾配やカーブの区間が少ないのも特徴である。これらの関係性は、鉄道でいう東北本線と常磐線と同じである。加えて、東京日本橋 - 仙台市役所間では、東北自動車道経由より約20 km短く、首都圏と仙台市を結ぶ高速自動車道としては最短経路である。同様に富谷JCTより北の盛岡方面であっても常磐自動車道ルートの方が短くなる。
このように、常磐自動車道は東京 - 仙台間において東北自動車道とともに、一方に何らかの交通障害が発生した場合でももう一方が広域的な迂回路として機能するリダンダンシー（代替手段）の役割を担うと期待されている。しかしながら、東北自動車道が仙台まで4車線以上である一方、常磐自動車道は福島県双葉郡広野町以北は暫定2車線区間となっている。
常磐自動車道の当初の終点はいわき市とされていたが、1987年（昭和62年）の国土開発幹線自動車道建設法改正により仙台市まで延伸された。いわき中央IC - 亘理ICを高速自動車国道で整備、亘理IC - 富谷JCTについては仙台東部道路・仙台北部道路を常磐自動車道に並行する一般国道自動車専用道路として供用することとなった。
常磐自動車道の全線開通は2015年（平成27年）3月1日で、経緯は#東日本大震災、東京電力福島第一原子力発電所事故の影響を参照。これに先立つ2010年（平成22年）3月には、仙台北部道路が富谷JCT経由で東北自動車道と直結したことで仙台都市圏自動車専用道路ネットワークが完成しており、当路線全線開通後は仙台以北からいわき・水戸方面へのアクセスが飛躍的に改善した。
国土開発幹線自動車道の常磐自動車道は、以下のとおりとされている。
| 起点   | 主たる経過地                                  | 終点   |
| ------ | --------------------------------------------- | ------ |
| 東京都 | 柏市 土浦市 水戸市 日立市 いわき市 相馬市付近 | 仙台市 |

高速自動車国道の路線を指定する政令では高速自動車国道の常磐自動車道は、以下のとおりとされている。
| 起点         | 重要な経過地 | 終点   |
| ------------ | --- | ------ |
| 東京都練馬区 | 和光市 戸田市 さいたま市 川口市 草加市 八潮市 三郷市 流山市 柏市 守谷市 つくばみらい市 つくば市 土浦市 かすみがうら市 石岡市 小美玉市 笠間市 水戸市 那珂市 常陸太田市 日立市 高萩市 北茨城市 いわき市 南相馬市 相馬市 宮城県亘理郡亘理町 岩沼市 名取市 仙台市 多賀城市 黒川郡富谷町 | 仙台市 |

東京都練馬区 - 埼玉県川口市の区間について東北縦貫自動車道と、東京都練馬区 - 埼玉県三郷市の区間について東関東自動車道と重複している。
本稿では、東日本高速道路（NEXCO東日本）が管理している高速自動車国道の道路名および事業名としての常磐自動車道について述べる。

## インターチェンジなど
- IC番号欄の背景色が■である区間は既開通区間に存在する。施設欄の背景色が■である区間は未供用施設となる。未供用施設の名称は全て仮称である。
- スマートインターチェンジ (SIC) は背景色■で示す。
- 路線名の特記がないものは市村道。
- バスストップ (BS) のうち、○は運用中、◆は休止中の施設。無印はBSなし。
- 略字は、JCTはジャンクション、ICはインターチェンジ、SICはスマートインターチェンジ、SAはサービスエリア、PAはパーキングエリア、TBは本線料金所をそれぞれ示す。

| IC 番号               | 施設名           | 接続路線名                                              | 三郷 から (km) | BS | 備考                                            | 所在地        | 所在地         | 所在地         |        |
| --------------------- | ---------------- | ------------------------------------------------------- | -------------- | -- | ----------------------------------------------- | ------------- | -------------- | -------------- | ------ |
| 首都高速6号三郷線     |                  |                                                         |                |    |                                                 |               |                |                |        |
| 1                     | 三郷IC/JCT       | 国道298号 C3 東京外環自動車道                           | 0.0            |    | 東京外環道のJCT番号は「80」 水戸ICまで片側3車線 | 埼玉県 三郷市 | 埼玉県 三郷市  | 埼玉県 三郷市  |        |
| 1-1                   | 三郷TB/SIC       | 県道52号越谷流山線                                      | 4.2            |    |                                                 | 埼玉県 三郷市 | 埼玉県 三郷市  | 埼玉県 三郷市  |        |
| 1-2                   | 流山IC           | 県道5号松戸野田線                                       | 6.1            |    |                                                 | 千葉県        | 流山市         | 流山市         |        |
| 2                     | 柏IC             | 国道16号                                                | 10.8           | ◆  |                                                 | 千葉県        | 柏市           | 柏市           |        |
| -                     | 守谷SA/SIC       | -                                                       | 15.5           |    | SICは事業中                                     | 茨城県        | 守谷市         | 守谷市         |        |
| 3                     | 谷和原IC         | 国道294号（常総拡幅区間）                               | 19.1           | ◆  |                                                 | 茨城県        | つくばみらい市 | つくばみらい市 |        |
| -                     | つくばみらいSIC  |                                                         | 22.8           |    |                                                 | 茨城県        | つくばみらい市 | つくばみらい市 |        |
| 4                     | 谷田部IC         | 県道19号取手つくば線                                    | 30.3           | ◆  |                                                 | 茨城県        | つくば市       | つくば市       |        |
| -                     | BS               | -                                                       |                | ◆  |                                                 | 茨城県        | つくば市       | つくば市       |        |
| 4-1                   | つくばJCT        | C4 首都圏中央連絡自動車道                               | 34.6           |    | 圏央道のJCT番号は「80」                         | 茨城県        | つくば市       | つくば市       |        |
| -                     | 谷田部東PA       | -                                                       | 36.1           |    |                                                 | 茨城県        | つくば市       | つくば市       |        |
| 5                     | 桜土浦IC         | 国道354号                                               | 38.7           | ◆  |                                                 | 茨城県        | つくば市       | つくば市       |        |
| 5                     | 桜土浦IC         | 国道354号                                               | 38.7           | ◆  | 土浦市                                          | 茨城県        |                |                |        |
| -                     | BS               | -                                                       |                | ◆  |                                                 | 茨城県        | つくば市       | つくば市       |        |
| -                     | 土浦SIC（仮称）  |                                                         | 42.4           |    | 事業中                                          | 茨城県        | 土浦市         | 土浦市         | 土浦市 |
| -                     | BS               | -                                                       |                | ◆  |                                                 | 茨城県        | 土浦市         | 土浦市         | 土浦市 |
| 6                     | 土浦北IC         | 国道125号（土浦新治バイパス）                           | 46.6           |    |                                                 | 茨城県        | 土浦市         | 土浦市         | 土浦市 |
| -                     | 千代田PA/SIC     | -                                                       | 50.4           |    | SICは事業中                                     | 茨城県        | かすみがうら市 | かすみがうら市 |        |
| 7                     | 千代田石岡IC     | 国道6号 （千代田石岡バイパス（未事業化））              | 54.7           |    |                                                 | 茨城県        | かすみがうら市 | かすみがうら市 |        |
| -                     | 石岡BS           | -                                                       | 57.9           | ○  |                                                 | 茨城県        | 石岡市         | 石岡市         |        |
| 7-1                   | 石岡小美玉SIC    | 国道355号 県道145号上吉影岩間線（茨城空港アクセス道路） | 60.9           |    |                                                 | 茨城県        | 石岡市         | 石岡市         |        |
| -                     | 美野里PA         | -                                                       | 63.2           |    |                                                 | 茨城県        | 小美玉市       | 小美玉市       |        |
| -                     | BS               | -                                                       |                | ◆  |                                                 | 茨城県        | 小美玉市       | 小美玉市       |        |
| 8                     | 岩間IC           | 県道43号茨城岩間線                                      | 69.1           | ◆  |                                                 | 茨城県        | 笠間市         | 笠間市         |        |
| 8-1                   | 友部SA/SIC       | 県道16号大洗友部線 県道52号石岡城里線 （市道経由）      | 72.8           |    |                                                 | 茨城県        | 笠間市         | 笠間市         |        |
| 8-2                   | 友部JCT          | E50 北関東自動車道                                      | 73.9           |    |                                                 | 茨城県        | 笠間市         | 笠間市         |        |
| -                     | 内原BS           | -                                                       | 77.9           | ○  |                                                 | 茨城県        | 水戸市         | 水戸市         |        |
| 9                     | 水戸IC           | 国道50号                                                | 82.0           | ◆  | ここからならはPAまで片側2車線                   | 茨城県        | 水戸市         | 水戸市         |        |
| -                     | 田野PA           | -                                                       | 85.5           |    |                                                 | 茨城県        | 水戸市         | 水戸市         |        |
| 9-1                   | 水戸北SIC        | 国道123号 県道51号水戸茂木線 県道63号水戸勝田那珂湊線   | 87.7           | ○  |                                                 | 茨城県        | 水戸市         | 水戸市         |        |
| -                     | BS               | -                                                       |                | ◆  |                                                 | 茨城県        | 那珂市         | 那珂市         |        |
| 10                    | 那珂IC           | 県道65号那珂インター線                                  | 93.8           |    |                                                 | 茨城県        | 那珂市         | 那珂市         |        |
| -                     | BS               | -                                                       |                | ◆  |                                                 | 茨城県        | 那珂市         | 那珂市         |        |
| 10-1                  | 東海PA/SIC       | 県道62号常陸那珂港山方線                                | 101.7          |    |                                                 | 茨城県        | 那珂郡 東海村  | 那珂郡 東海村  |        |
| 11                    | 日立南太田IC     | 国道6号 国道293号                                       | 105.3          |    |                                                 | 茨城県        | 日立市         | 日立市         |        |
| 11-1                  | 日立中央IC/PA    | 日立有料道路                                            | 117.5          |    |                                                 | 茨城県        | 日立市         | 日立市         |        |
| 12                    | 日立北IC         | 国道6号（小木津バイパス） 県道10号日立いわき線          | 124.3          |    |                                                 | 茨城県        | 日立市         | 日立市         |        |
| 13                    | 高萩IC           | 県道67号高萩インター線                                  | 135.2          |    |                                                 | 茨城県        | 高萩市         | 高萩市         |        |
| -                     | 中郷SA           | -                                                       | 136.8          |    |                                                 | 茨城県        | 北茨城市       | 北茨城市       |        |
| 14                    | 北茨城IC         | 県道69号北茨城インター線                                | 142.4          | ○  |                                                 | 茨城県        | 北茨城市       | 北茨城市       |        |
| -                     | 関本PA           | -                                                       | 150.5          |    |                                                 | 茨城県        | 北茨城市       | 北茨城市       |        |
| 15                    | いわき勿来IC     | 国道289号                                               | 154.5          | ○  |                                                 | 福島県        | いわき市       | いわき市       |        |
| 15-1                  | いわき小名浜IC   | 小名浜道路 県道20号いわき上三坂小野線                   | 161.0          |    |                                                 | 福島県        | いわき市       | いわき市       |        |
| 16                    | いわき湯本IC     | 県道14号いわき石川線                                    | 167.1          | ○  |                                                 | 福島県        | いわき市       | いわき市       |        |
| -                     | 湯ノ岳PA         | -                                                       | 169.4          |    |                                                 | 福島県        | いわき市       | いわき市       |        |
| 16-1                  | いわきJCT        | E49 磐越自動車道                                        | 171.2          |    |                                                 | 福島県        | いわき市       | いわき市       |        |
| 17                    | いわき中央IC     | 国道49号                                                | 175.5          | ○  |                                                 | 福島県        | いわき市       | いわき市       |        |
| -                     | 四倉PA           | -                                                       | 185.0          |    |                                                 | 福島県        | いわき市       | いわき市       |        |
| 18                    | いわき四倉IC     | 県道35号いわき浪江線                                    | 188.3          |    |                                                 | 福島県        | いわき市       | いわき市       |        |
| 19                    | 広野IC           | 県道393号上北迫下北迫線                                 | 202.1          | ○  |                                                 | 福島県        | 双葉郡         | 広野町         |        |
| 19-1                  | ならはPA/SIC     | 県道35号いわき浪江線                                    | 207.4          |    | ここから山元ICまで暫定2車線                     | 福島県        | 双葉郡         | 楢葉町         |        |
| 20                    | 常磐富岡IC       | 県道36号小野富岡線                                      | 218.5          |    |                                                 | 福島県        | 双葉郡         | 富岡町         |        |
| 20-1                  | 大熊IC           | 県道251号小良ヶ浜野上線（町道経由）                     | 222.5          |    |                                                 | 福島県        | 双葉郡         | 大熊町         |        |
| 20-2                  | 常磐双葉IC       | 県道256号井手長塚線                                     | 227.8          |    |                                                 | 福島県        | 双葉郡         | 双葉町         |        |
| 21                    | 浪江IC           | 国道114号                                               | 232.8          |    |                                                 | 福島県        | 双葉郡         | 浪江町         |        |
| -                     | 小高SIC（仮称）  |                                                         |                |    | 事業中                                          | 福島県        | 南相馬市       | 南相馬市       |        |
| 22                    | 南相馬IC         | 県道12号原町川俣線                                      | 251.2          |    |                                                 | 福島県        | 南相馬市       | 南相馬市       |        |
| 22-1                  | 南相馬鹿島SA/SIC | 県道34号相馬浪江線                                      | 257.7          |    | セデッテかしまが隣接                            | 福島県        | 南相馬市       | 南相馬市       |        |
| 23                    | 相馬IC/JCT       | E13 東北中央自動車道（相馬福島道路） 国道115号          | 265.6          |    |                                                 | 福島県        | 相馬市         | 相馬市         |        |
| 24                    | 新地IC           | 国道113号                                               | 274.1          |    |                                                 | 福島県        | 相馬郡 新地町  | 相馬郡 新地町  |        |
| 25                    | 山元南SIC        | 県道44号角田山元線                                      | 280.6          |    |                                                 | 宮城県亘理郡  | 宮城県亘理郡   | 山元町         |        |
| 26                    | 山元IC           | 国道6号 県道272号角田山下線                             | 288.9          |    | ここから亘理方面は片側2車線                     | 宮城県亘理郡  | 宮城県亘理郡   | 山元町         |        |
| 27                    | 鳥の海PA/SIC     | 県道38号相馬亘理線（町道経由）                          | 295.0          |    |                                                 | 宮城県亘理郡  | 宮城県亘理郡   | 亘理町         |        |
| 28                    | 亘理IC           | 県道269号亘理インター線                                 | 300.4          |    |                                                 | 宮城県亘理郡  | 宮城県亘理郡   | 亘理町         |        |
| E6 仙台東部道路に直結 |                  |                                                         |                |    |                                                 |               |                |                |        |

## 歴史
常磐自動車道は、起点側の三郷ICより先に柏IC以北について工事が進められた。これは、柏市や流山市で住宅密集地を通過するため、住民の道路建設に対する反対運動が激しかったためである。1981年（昭和56年）4月に柏IC - 谷田部ICの初開通を皮切りに、順次開通区間が延伸された。1984年（昭和59年）までに柏IC - 那珂ICがすでに開通していたが、国際科学技術博覧会（科学万博-つくば '85）の開催を控え、柏IC - 千代田石岡ICを6車線化。
三郷IC - 柏ICについては、千葉県庁の後押しもあり、日本道路公団がこの区間を半地下化し環境対策をすることで住民を説得し、1985年（昭和60年）1月24日の開通にこぎつけた。この日、首都高速6号線の小菅IC - 三郷ICを延伸同時開通したことにより常磐道と首都高速が初めて直結され、供用開始前日の23日に、開通を祝って三郷料金所と首都高速八潮料金所で開通式が盛大に執り行われた。
科学万博開催の1985年（昭和60年）は、突貫工事で那珂IC - 日立南太田IC、難所とされた日立南太田IC - 日立北ICと立て続けに開通し、特に日立南太田IC - 日立北ICは、上下合わせて連続する26本のトンネルと34本の橋梁によって結ばれた。そして1988年（昭和63年）3月24日に、当初予定されたいわき中央ICまで全線開通した。
その後、流入交通量は年々増え続け、1987年（昭和62年）は3000万台だったが1990年（平成2年）には1.5倍以上に当たる4850万台まで伸びた。供用開始後に流山市と日立市でのインターチェンジ設置要望の高まりを受けて、地元自治体の負担でICを設置できる開発インターチェンジ制度が始まり、流山ICと日立中央ICがそれぞれ追加された。
第四次全国総合開発計画が1987年（昭和62年）6月30日に閣議決定され、多極分散型国土形成のための交通ネットワークとして、高規格幹線道路網14,000 kmの整備が位置づけられると、1991年（平成3年）12月に開かれた国土開発幹線自動車道建設審議会（国幹審）で、未開通のいわき - 富岡間が整備計画路線に、相馬 - 亘理間が基本計画路線に指定され、全線開通に向けて再び動き出した。

### 年表
全通まで
| 1981 | (4月)柏IC - 谷田部IC                                                           |
| 1982 | (3月)谷田部IC - 千代田石岡IC                                                   |
| 1983 |                                                                                |
| 1984 | (3月)千代田石岡IC - 那珂IC                                                     |
| 1985 | (1月)三郷IC/JCT - 柏IC (2月)那珂IC - 日立南太田IC (7月)日立南太田IC - 日立北IC |
| 1986 |                                                                                |
| 1987 |                                                                                |
| 1988 | (3月)日立北IC - いわき中央IC                                                   |
| 1989 |                                                                                |
| 1990 |                                                                                |
| 1991 |                                                                                |
| 1992 |                                                                                |
| 1993 |                                                                                |
| 1994 |                                                                                |
| 1995 |                                                                                |
| 1996 |                                                                                |
| 1997 |                                                                                |
| 1998 |                                                                                |
| 1999 | (3月)いわき中央IC - いわき四倉IC                                               |
| 2000 |                                                                                |
| 2001 |                                                                                |
| 2002 | (3月)いわき四倉IC - 広野IC                                                     |
| 2003 |                                                                                |
| 2004 | (4月)広野IC - 常磐富岡IC                                                       |
| 2005 |                                                                                |
| 2006 |                                                                                |
| 2007 |                                                                                |
| 2008 |                                                                                |
| 2009 | (9月)山元IC - 亘理IC                                                           |
| 2010 |                                                                                |
| 2011 |                                                                                |
| 2012 | (4月)南相馬IC - 相馬IC                                                         |
| 2013 |                                                                                |
| 2014 | (12月)浪江IC - 南相馬IC・相馬IC - 山元IC                                       |
| 2015 | (3月)常磐富岡IC - 浪江IC                                                       |

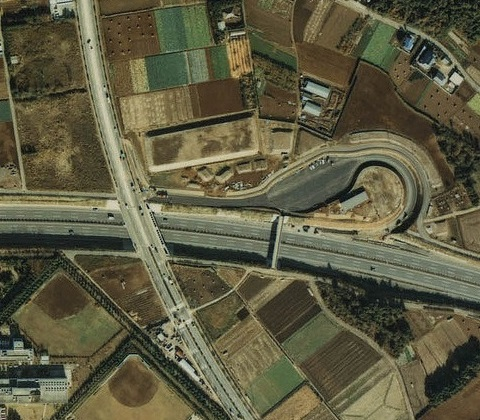
建設中の谷田部仮出口（1984年）。

- 1966年（昭和41年）7月1日：国土開発幹線自動車道の予定路線とされる。
- 1970年（昭和45年）6月9日：三郷JCT - 千代田石岡ICの整備計画決定[13]。
- 1981年（昭和56年）4月27日：柏IC - 谷田部IC開通[13]。暫定4車線。
- 1982年（昭和57年）3月30日：谷田部IC - 千代田石岡IC開通。暫定4車線。
- 1983年（昭和58年）12月22日：谷田部IC - 千代田石岡ICが6車線化。
- 1984年（昭和59年）
  - 3月27日：千代田石岡IC - 那珂IC開通。水戸IC以南暫定4車線、水戸IC以北完成4車線。
  - 12月27日：柏IC - 谷田部ICが6車線化。
- 1985年（昭和60年）
  - 1月24日：三郷IC/JCT - 柏IC開通。完成6車線。三郷JCTで首都高速6号三郷線と接続。
  - 2月20日：那珂IC - 日立南太田IC開通。完成4車線。
  - 3月17日：国際科学技術博覧会（科学万博）開催に伴い、谷田部IC - 桜土浦IC間の33キロポスト付近に谷田部仮出口を設置（下り線のみ、9月16日まで）。
  - 7月3日：日立南太田IC - 日立北IC開通。完成4車線。
- 1987年（昭和62年）
  - 6月30日：第四次全国総合開発計画が閣議決定され、常磐自動車道延伸が高規格幹線道路に構想。
  - 9月1日：国土開発幹線自動車道建設法が改正され、東京都 - 仙台市が国幹道の予定路線とされる。
- 1988年（昭和63年）3月24日：日立北IC - いわき中央IC開通（完成4車線）により、最初の全線開通。
- 1992年（平成4年）
  - 3月26日：流山IC開通。
  - 11月27日：三郷JCTで東京外環自動車道と接続。
- 1993年（平成5年）10月20日：日立中央IC開通、同時に高鈴PAを「日立中央PA」と名称変更。
- 1995年（平成7年）8月2日：いわきJCT開通により、磐越自動車道と接続。
- 1996年（平成8年）12月27日：常磐富岡IC - 相馬ICの整備計画決定[13]。
- 1999年（平成11年）3月25日：いわき中央IC - いわき四倉IC開通。暫定2車線。
- 2000年（平成12年）
  - 2月1日：千代田石岡IC - 友部JCTが6車線化。
  - 3月18日：友部JCT開通により北関東自動車道と接続。
  - 6月5日：友部JCT - 水戸ICが6車線化。
- 2002年（平成14年）3月23日：いわき四倉IC - 広野IC開通。暫定2車線。
- 2003年（平成15年）3月29日：つくばJCT開通により、首都圏中央連絡自動車道（圏央道）と接続。
- 2004年（平成16年）4月14日：広野IC - 常磐富岡IC開通。暫定2車線。
- 2005年（平成17年）
  - 7月1日：友部SA SIC社会実験開始（2006年9月30日まで。当初の実験期間は2005年8月31日まで）。
  - 10月1日：日本道路公団の分割民営化により、東日本高速道路に承継。
- 2006年（平成18年）
  - 9月25日：水戸北SIC社会実験開始（2009年3月31日まで。当初の実験期間は2007年3月31日まで）。
  - 10月1日：友部SA SIC供用開始。
- 2008年（平成20年）12月19日：三郷料金所SIC社会実験開始。
- 2009年（平成21年）
  - 3月29日：東海PA SIC供用開始。
  - 4月1日：三郷料金所SICおよび水戸北SIC供用開始。
  - 6月30日：石岡小美玉SICの連結を許可[14]。
  - 9月12日：山元IC - 亘理IC開通。暫定2車線。
- 2011年（平成23年）
  - 3月11日：東北地方太平洋沖地震およびそれに伴う福島第一原子力発電所事故が発生（詳細は後述）。
  - 3月24日：石岡小美玉SIC供用開始。
- 2012年（平成24年）4月8日：南相馬IC - 相馬IC開通[13]。暫定2車線。
- 2014年（平成26年）
  - 2月22日：東日本大震災、東電福島第一原発事故により通行止めとなっていた広野IC - 常磐富岡ICが3年ぶりに再開通[13]。
  - 12月6日：浪江IC - 南相馬ICおよび相馬IC - 山元IC開通[13]。いずれも暫定2車線。同時に鳥の海PA供用開始。

全線開通後
- 2015年（平成27年）

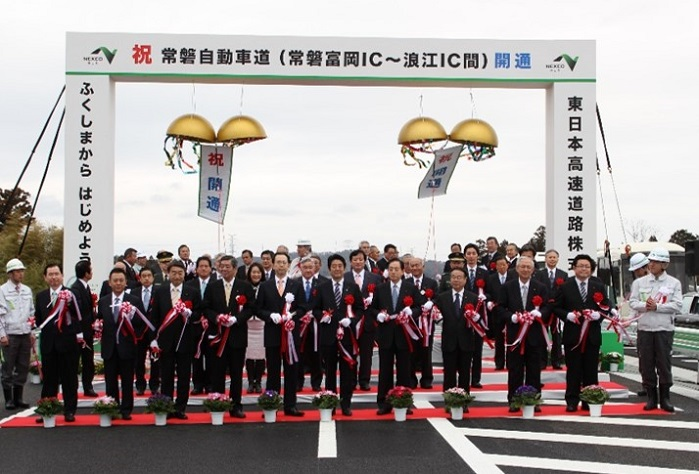
開通式

  - 2月21日：南相馬鹿島SA/SIC供用開始[15][16]。
  - 3月1日：常磐富岡IC - 浪江IC開通（暫定2車線）に伴い、全線開通[17]。同時にならはPA供用開始[15]。
  - 6月12日：大熊ICおよび双葉ICを、追加インターチェンジとして連結許可[18][19]。
- 2016年（平成28年）
  - 3月10日：いわき中央IC - 広野ICおよび山元IC - 岩沼IC（亘理IC - 岩沼ICは仙台東部道路）を4車線化する方針を国土交通省が公表[20]。
  - 3月19日：鳥の海SIC供用開始[21]。
  - 6月8日：いわき中央IC - 広野ICおよび山元IC - 岩沼IC（亘理IC - 岩沼ICは仙台東部道路）について、国土交通省より4車線化工事の事業許可を受ける[22][23]。
- 2017年（平成29年）
  - 4月1日：山元南SIC供用開始[24]。
  - 8月3日：四倉PA下り線にショッピングコーナー・スナックコーナーがオープン[25]。
- 2019年（平成31年/令和元年）
  - 3月21日：ならはSIC供用開始[26]。
  - 3月31日：大熊IC供用開始[27]。
  - 9月4日：常磐道の暫定2車線区間のうち、浪江IC - 山元ICを10 - 15年後を目処に4車線化する優先整備区間に選定する方針を国土交通省が発表[28][29][30][31]。
  - 9月7日：水戸北SIC（いわき方面出入口）供用開始[32]。
  - 12月22日：相馬ICで東北中央道と接続[33]。
- 2020年（令和2年）
  - 3月7日：常磐双葉IC供用開始[34]。
  - 3月10日：常磐道の4車線化優先整備区間のうち浪江IC - 南相馬ICの一部を、2020年度に新たに4車線化事業に着手する候補箇所として国土交通省が選定[35][36][37]。
  - 3月31日：浪江IC - 南相馬ICの一部において、国土交通省より4車線化工事の事業許可を受ける[38]。
- 2021年（令和3年）
  - 2月13日：福島県沖地震により、相馬IC - 新地IC間で土砂崩れが発生し通行止めとなる（2月17日復旧）。
  - 2月21日：広野IC - 浪江ICについて、2021年度にも4車線化に向けた事業に着手する方針が示される[39]。
  - 3月5日：常磐道の4車線化優先整備区間のうち相馬IC - 新地ICを、2021年度に新たに4車線化事業に着手する候補箇所として国土交通省が選定[40][41][42]。
  - 3月6日：山元IC - 亘理ICが4車線化[43]。
  - 3月30日：いわき中央IC - いわき四倉ICが4車線化[44]。
  - 3月30日：相馬IC - 新地ICにおいて、国土交通省より4車線化工事の事業許可を受ける[45]。
  - 6月13日：いわき四倉IC - 広野ICが4車線化[46][47]。
- 2022年（令和4年）
  - 3月4日：常磐道のうち、2022年度に新たに4車線化事業に着手する候補箇所として広野IC - ならはSICを国土交通省が選定[48][49]。
  - 3月16日：福島県沖地震により被災。新地IC - 山元IC間（上り線）では長さ数十メートル・幅約30センチの亀裂が生じるなどした[50]。南相馬IC - 新地ICなども被災して通行止となったが、同月18日に応急復旧が終了して解除となった[51]。
  - 3月30日：広野IC - ならはSICにおいて、国土交通省より4車線化工事の事業許可を受ける[52]。
  - 4月29日：南相馬鹿島スマートICの利用可能時間帯が24時間に拡大[53]。
- 2023年（令和5年）3月28日：桜土浦IC - 岩間IC間の最高速度を110 km/hに引き上げ[54]。
- 2024年（令和6年）
  - 3月1日：国土交通省が4車線化優先整備区間のうち、2024年度に新たに4車線化事業に着手する候補箇所として山元南SIC - 山元IC間（延長5.5 km）を選定[55]。
  - 3月27日：山元南SIC - 山元IC間（延長5.5 km）において、国土交通省より4車線化工事の事業許可を受ける[56]。
- 2025年（令和7年）
  - 3月22日：三郷料金所SIC（三郷IC/JCT方面出入口）供用開始[57]。
  - 8月7日：いわき小名浜IC供用開始[58]。

### 開通予定
- 未定
  - 守谷SA SIC
  - つくばみらいSIC
  - 土浦SIC
  - 小高SIC
  - 広野IC - ならはSIC 4車線化
  - 相馬IC - 新地IC 4車線化
  - 山元南SIC - 山元IC 4車線化

## 路線状況
三郷IC - 谷田部ICの区間は大都市近郊区間に含まれるため、他の区間に比べて通行料金が割高になっている。

### 車線・最高速度
| 区間                    | 車線   | 車線   | 車線   | 最高速度              | 最高速度          | 設計速度 | 備考  |
| 区間                    | 上下線 | 上り線 | 下り線 | 大型貨物等 三輪・牽引 | 左記を除く車両    | 設計速度 | 備考  |
| ----------------------- | ------ | ------ | ------ | --------------------- | ----------------- | -------- | ----- |
| 三郷JCT - 柏IC          | 6      | 3      | 3      | 80 km/h               | 80 km/h （指定）  | 100 km/h | ※1    |
| 柏IC - 桜土浦IC         | 6      | 3      | 3      | 80 km/h               | 100 km/h （法定） | 120 km/h |       |
| 桜土浦IC - 岩間IC       | 6      | 3      | 3      | 80 km/h               | 110 km/h （指定） | 120 km/h |       |
| 岩間IC - 友部SA         | 6      | 3      | 3      | 80 km/h               | 100 km/h （法定） | 120 km/h |       |
| 友部SA - 友部JCT        | 8      | 4      | 4      | 80 km/h               | 100 km/h （法定） | 120 km/h | ※2    |
| 友部JCT - 水戸IC        | 6      | 3      | 3      | 80 km/h               | 100 km/h （法定） | 120 km/h |       |
| 水戸IC - 日立南太田IC   | 4      | 2      | 2      | 80 km/h               | 100 km/h （法定） | 120 km/h |       |
| 日立南太田IC - 日立北IC | 4      | 2      | 2      | 80 km/h               | 80 km/h （指定）  | 80 km/h  | ※1 ※3 |
| 日立北IC - 広野IC       | 4      | 2      | 2      | 80 km/h               | 100 km/h （法定） | 100 km/h | ※4    |
| 広野IC - 山元IC         | 2      | 1      | 1      | 70 km/h （指定）      | 70 km/h （指定）  | 100 km/h | ※5 ※6 |
| 山元IC - 亘理IC         | 4      | 2      | 2      | 80 km/h               | 100 km/h （法定） | 100 km/h |       |

- ※1：トンネル連続区間
- ※2：友部SA - 友部JCTが1 kmほどしかないため。
- ※3：下り線の一部に登坂車線
- ※4：正確には広野IC北方の広野町・楢葉町境202.9キロポスト付近まで4車線区間が続く。
- ※5：暫定2車線・一部区間で4車線
- ※6：浪江IC - 山元ICは4車線化優先整備区間[28][29][30]

高速道路の中でも全体的に線形がよく、勾配も少ない。三郷JCT - 日立南太田ICの設計速度は120 km/hである。
広野ICから山元ICにかけての80 km以上におよぶ暫定2車線区間では、他の高速道路の暫定供用区間と同様に最高速度が70 km/hに規制されている。2015年（平成27年）の全線開通以降、同区間では通行量が増加し渋滞が多発するようになった（実際に、暫定2車線の区間でも4車線化の目安である1万台近くの交通量を記録している）ことから、2016年（平成28年）3月10日、いわき中央IC - 広野IC、および山元IC - 亘理IC - 岩沼IC（仙台東部道路）の4車線化が認可され、2021年（令和3年）3月6日には山元IC - 亘理IC - 岩沼IC（仙台東部道路）が4車線化され、同年6月13日にはいわき中央IC - 広野ICの全線が4車線化された。
その後、2019年（平成31年）には国土交通省より、全国約1,600 kmの有料高速道路の対面通行区間のうち、およそ半分に当たる約880 kmの4車線化を優先する方針が出され、常磐自動車道の一部がそれに該当した。浪江ICから山元ICの間約56 kmを優先整備区間に選定して、10年から15年で完成を目指す方針が出されたが、広野ICから浪江ICの間約30 kmについては、4車線化を優先する区間に含まれなかった。
だが一転して、国土交通大臣の赤羽一嘉は2021年（令和3年）2月21日に福島県知事の内堀雅雄と福島県庁で会談後、4車線化優先整備区間の対象外であった広野IC - 浪江ICについて、「4車線化によって災害時の通行止めを防ぎたい」「新年度内の事業化に向けて必要な準備をしっかり進めたい」と述べ、2021年（令和3年）度に4車線化の整備に着手すると表明した。これに対し内堀は「第二期復興・創生期間に避難地域の復興、再生を円滑に進める上で非常に大きな前進だ」と期待を寄せた。結果として、広野町以北の常磐自動車道の全区間が4車線化する見通しとなった。
相馬IC - 新地IC間は2021年（令和3年）2月13日の福島県沖地震で土砂崩れにより一時寸断されたことを契機に、国交相が早急に4車線化を進める方針を示し、翌3月に先行して同区間の事業許可が行われた。

### 道路施設

#### サービスエリア・パーキングエリア
売店は田野パーキングエリア（PA）・湯ノ岳PA・ならはPA・鳥の海PA以外の全てのサービスエリア（SA）・パーキングエリアに設置されている。このうち守谷SA・友部SAと、コンビニ化されている千代田PA・日立中央PA・関本PA（下り線）は24時間営業を行っている。レストランは守谷SA（上り線）・友部SA（下り線）に設置されている。また、ガソリンスタンドは全サービスエリアに設置されており、全て24時間営業である。

#### トンネル
| トンネル名称       | 延長                        | 区間                         | 備考                 |
| ------------------ | --------------------------- | ---------------------------- | -------------------- |
| 三郷トンネル       | 246 m                       | 三郷JCT - 三郷料金所SIC      |                      |
| 日立トンネル       | 上り：2,439 m 下り：2,442 m | 日立南太田IC - 日立中央IC/PA | 常磐道最長のトンネル |
| 大久保第一トンネル | 上り：99 m 下り：216 m      | 日立南太田IC - 日立中央IC/PA |                      |
| 大久保第二トンネル | 上り：187 m 下り：301 m     | 日立南太田IC - 日立中央IC/PA |                      |
| 大久保第三トンネル | 上り：1,004 m 下り：1,022 m | 日立南太田IC - 日立中央IC/PA |                      |
| 諏訪第一トンネル   | 上り：1,078 m 下り：1,090 m | 日立南太田IC - 日立中央IC/PA |                      |
| 諏訪第二トンネル   | 上り：221 m 下り：268 m     | 日立南太田IC - 日立中央IC/PA |                      |
| 成沢トンネル       | 上り：850 m 下り：880 m     | 日立南太田IC - 日立中央IC/PA |                      |
| 助川トンネル       | 上り：1,811 m 下り：1,764 m | 日立南太田IC - 日立中央IC/PA |                      |
| 平沢トンネル       | 上り：129 m 下り：185 m     | 日立中央IC/PA - 日立北IC     |                      |
| 大雄院トンネル     | 上り：595 m 下り：527 m     | 日立中央IC/PA - 日立北IC     |                      |
| 鞍掛トンネル       | 上り：1,866 m 下り：1,846 m | 日立中央IC/PA - 日立北IC     |                      |
| 小木津トンネル     | 上り：203 m 下り：195 m     | 日立中央IC/PA - 日立北IC     |                      |
| 十王トンネル       | 330 m                       | 日立北IC - 高萩IC            |                      |
| 関南トンネル       | 上り：1,369 m 下り：1,365 m | 北茨城IC - いわき勿来IC      |                      |
| 関本トンネル       | 上り：208 m 下り：211 m     | 北茨城IC - いわき勿来IC      |                      |
| 好間トンネル       | 上り：1,250 m 下り：1,236 m | いわき中央IC - いわき四倉IC  |                      |
| 大久トンネル       | 上り：528 m 下り：529 m     | いわき四倉IC - 広野IC        |                      |
| 原町トンネル       | 750 m                       | 浪江IC - 南相馬IC            |                      |

※ 広野IC - 山元ICは対面通行（暫定2車線）

##### トンネルの数
| 区間                      | 上り線 | 下り線 |
| ------------------------- | ------ | ------ |
| 三郷JCT - 三郷料金所      | 1      | 1      |
| 三郷料金所 - 流山IC       | 0      | 0      |
| 流山IC - 柏IC             | 4      | 4      |
| 柏IC - 日立南太田IC       | 0      | 0      |
| 日立南太田IC - 日立中央IC | 8      | 8      |
| 日立中央IC - 日立北IC     | 4      | 4      |
| 日立北IC - 高萩IC         | 1      | 1      |
| 高萩IC - 北茨城IC         | 0      | 0      |
| 北茨城IC - 関本PA         | 2      | 2      |
| 関本PA - いわき中央IC     | 0      | 0      |
| いわき中央IC - 四倉PA     | 1      | 1      |
| 四倉PA - いわき四倉IC     | 0      | 0      |
| いわき四倉IC - 広野IC     | 1      | 1      |
| 広野IC - 浪江IC           | 0      | 0      |
| 浪江IC - 南相馬IC         | 1      | 1      |
| 南相馬IC - 山元IC         | 0      | 0      |
| 山元IC - 亘理IC           | 0      | 0      |
| 合計                      | 23     | 23     |

広野IC - 山元ICは暫定2車線であるため、トンネルの本数は上下線で1本となっている。流山IC - 柏ICは正確には橋（シェルター）扱いとなっている。これは、当該区間が住宅地の中を通過するので騒音防止や、天然記念物のオオタカ保護のため、地面を掘り下げた半地下化構造の上に延長約1.5 kmにわたりトンネル状に蓋をかけ、蓋の上部に公園を設置しているためである。これは、国内高速道路では初となる道路構造となったほか、海抜マイナス2メートルという建設当時としては最も低い場所を通る高速道路となった。

#### 橋梁
| 橋梁名称       | 延長                         | 区間                          | 備考                 |
| -------------- | ---------------------------- | ----------------------------- | -------------------- |
| 三郷高架橋     | 1,957 m/1,849 m（上り/下り） | 三郷JCT - 三郷料金所SIC       |                      |
| 大場川橋       | 106 m                        | 三郷JCT - 三郷料金所SIC       |                      |
| 吉川高架橋     | 289 m                        | 三郷料金所SIC - 流山IC        |                      |
| 江戸川高架橋   | 217 m                        | 三郷料金所SIC - 流山IC        |                      |
| 江戸川橋       | 415 m                        | 三郷料金所SIC - 流山IC        |                      |
| 下花輪高架橋   | 327 m                        | 三郷料金所SIC - 流山IC        |                      |
| 船戸高架橋     | 855 m                        | 柏IC - 谷和原IC               |                      |
| 利根川橋       | 775 m                        | 柏IC - 谷和原IC               |                      |
| 谷和原高架橋   | 154 m/155 m（上り/下り）     | 谷和原IC - 谷田部IC           |                      |
| 小貝川橋       | 233 m                        | 谷和原IC - 谷田部IC           |                      |
| 中通川高架橋   | 165 m                        | 谷和原IC - 谷田部IC           |                      |
| 乙戸沼高架橋   | 100 m                        | つくばJCT - 桜土浦IC          |                      |
| 備前川高架橋   | 113 m                        | 桜土浦IC - 土浦北IC           |                      |
| 桜川橋         | 229 m                        | 桜土浦IC - 土浦北IC           |                      |
| 虫掛高架橋     | 132 m                        | 桜土浦IC - 土浦北IC           |                      |
| 恋瀬川橋       | 234 m                        | 千代田石岡IC - 岩間IC         |                      |
| 涸沼川橋       | 169 m                        | 岩間IC - 友部JCT              |                      |
| 田野高架橋     | 454 m                        | 水戸IC - 水戸北SIC            |                      |
| 那珂川橋       | 499 m                        | 水戸北SIC - 那珂IC            |                      |
| 久慈川高架橋   | 218 m/227 m（上り/下り）     | 東海PA - 日立南太田IC         |                      |
| 久慈川橋       | 453 m                        | 東海PA - 日立南太田IC         |                      |
| 茂宮川高架橋   | 575 m                        | 日立南太田IC - 日立中央IC     |                      |
| 大森高架橋     | 259 m/278 m（上り/下り）     | 日立南太田IC - 日立中央IC     |                      |
| 鮎川橋         | 370 m/335 m（上り/下り）     | 日立南太田IC - 日立中央IC     |                      |
| 数沢川橋       | 200 m/243 m（上り/下り）     | 日立南太田IC - 日立中央IC     |                      |
| 助川山橋       | 122 m/35 m（上り/下り）      | 日立中央IC - 日立北IC         |                      |
| 宮田川橋       | 223 m/319 m（上り/下り）     | 日立中央IC - 日立北IC         |                      |
| 田尻高架橋     | 398 m/417 m（上り/下り）     | 日立中央IC - 日立北IC         |                      |
| 上合高架橋     | 130 m                        | 日立中央IC - 日立北IC         |                      |
| 小木津高架橋   | 573 m                        | 日立中央IC - 日立北IC         |                      |
| 十王川橋       | 526 m/491 m（上り/下り）     | 日立北IC - 高萩IC             |                      |
| 小石川橋       | 125 m                        | 日立北IC - 高萩IC             |                      |
| 十王桜川橋     | 156 m                        | 日立北IC - 高萩IC             |                      |
| 花貫川橋       | 262 m                        | 日立北IC - 高萩IC             |                      |
| 関根川高架橋   | 218 m                        | 日立北IC - 高萩IC             |                      |
| 日棚高架橋     | 216m                         | 高萩IC - 北茨城IC             |                      |
| 中郷高架橋     | 218m                         | 高萩IC - 北茨城IC             |                      |
| 大北川高架橋   | 657m                         | 高萩IC - 北茨城IC             |                      |
| 花園川橋       | 117m/119m（上り/下り）       | 北茨城IC - いわき勿来IC       |                      |
| 華川高架橋     | 59m/114m（上り/下り）        | 北茨城IC - いわき勿来IC       |                      |
| 関本高架橋     | 335m/308m（上り/下り）       | 北茨城IC - いわき勿来IC       |                      |
| 里根川橋       | 161m/168m（上り/下り）       | 北茨城IC - いわき勿来IC       |                      |
| 三沢橋         | 241m                         | いわき勿来IC - いわき小名浜IC |                      |
| 沼部橋         | 106m                         | いわき勿来IC - いわき小名浜IC |                      |
| 鮫川橋         | 480m                         | いわき勿来IC - いわき小名浜IC |                      |
| 上ノ代橋       | 142m                         | いわき小名浜IC - いわき湯本IC |                      |
| 釜戸川橋       | 316m/381m（上り/下り）       | いわき小名浜IC - いわき湯本IC |                      |
| 藤原川橋       | 153m                         | いわき小名浜IC - いわき湯本IC |                      |
| 新川橋         | 309m                         | いわき湯本IC - いわきJCT      |                      |
| 好間川橋       | 190m/209m（上り/下り）       | いわきJCT - いわき中央IC      |                      |
| いわき中央橋   | 683m/672m（上り/下り）       | いわきJCT - いわき中央IC      |                      |
| 茨原川橋       | 162m/189m（上り/下り）       | いわき中央IC - いわき四倉IC   |                      |
| 常住川橋       | 151m/163m（上り/下り）       | いわき中央IC - いわき四倉IC   |                      |
| 常磐夏井川橋   | 444 m                        | いわき中央IC - いわき四倉IC   |                      |
| 下小川橋       | 129m/131m（上り/下り）       | いわき中央IC - いわき四倉IC   |                      |
| 真似井川橋     | 271m/267m（上り/下り）       | いわき中央IC - いわき四倉IC   |                      |
| 桧川橋         | 207m/198m（上り/下り）       | いわき中央IC - いわき四倉IC   |                      |
| 仁井田川橋     | 438m                         | いわき中央IC - いわき四倉IC   |                      |
| 宮下川橋       | 138m/139m（上り/下り）       | いわき中央IC - いわき四倉IC   |                      |
| 高倉川橋       | 168m/169m（上り/下り）       | いわき中央IC - いわき四倉IC   |                      |
| 袖玉山川橋     | 123m/125m（上り/下り）       | いわき中央IC - いわき四倉IC   |                      |
| 白岩川橋       | 225m/233m（上り/下り）       | いわき四倉IC - 広野IC         |                      |
| 小山田川橋     | 110m                         | いわき四倉IC - 広野IC         |                      |
| 小久川橋       | 295m/292m（上り/下り）       | いわき四倉IC - 広野IC         |                      |
| 日渡川橋       | 135m/132m（上り/下り）       | いわき四倉IC - 広野IC         |                      |
| 大久川橋       | 597m/602m（上り/下り）       | いわき四倉IC - 広野IC         |                      |
| 末続川橋       | 283m/280m（上り/下り）       | いわき四倉IC - 広野IC         |                      |
| 折木川橋       | 721m/712m（上り/下り）       | いわき四倉IC - 広野IC         |                      |
| 虻木橋         | 142m/138m                    | いわき四倉IC - 広野IC         |                      |
| 小名入川橋     | 149m/153m                    | いわき四倉IC - 広野IC         |                      |
| 浅見川橋       | 611m/608m                    | いわき四倉IC - 広野IC         |                      |
| 北迫川橋       | 450m/440m（上り/下り）       | いわき四倉IC - 広野IC         |                      |
| 山田川橋       | 271m                         | 広野IC - ならはPA             |                      |
| 木戸川橋       | 1,392 m                      | 広野IC - ならはPA             | 福島県最長の道路橋梁 |
| 井出川橋       | 738m                         | ならはPA - 常磐富岡IC         |                      |
| 大石原橋       | 116m                         | ならはPA - 常磐富岡IC         |                      |
| 大川原川橋     | 289m                         | 常磐富岡IC - 大熊IC           |                      |
| 熊川橋         | 259 m                        | 常磐富岡IC - 大熊IC           |                      |
| 羽黒川橋       | 523m                         | 大熊IC - 常磐双葉IC           |                      |
| 前田川橋       | 546m                         | 大熊IC - 常磐双葉IC           |                      |
| 上羽鳥橋       | 179m                         | 大熊IC - 常磐双葉IC           |                      |
| 松倉沢橋       | 114m                         | 大熊IC - 常磐双葉IC           |                      |
| 高瀬川橋       | 624 m                        | 常磐双葉IC - 浪江IC           |                      |
| 請戸川橋       | 105m                         | 浪江IC - 小高SIC              |                      |
| 小高川橋       | 77 m                         | 小高SIC - 南相馬IC            |                      |
| 北鳩原川橋     | 173 m                        | 小高SIC - 南相馬IC            |                      |
| 片倉高架橋     | 561m                         | 小高SIC - 南相馬IC            |                      |
| 笹部川橋       | 55m                          | 小高SIC - 南相馬IC            |                      |
| 新田川橋       | 88 m                         | 南相馬IC - 南相馬鹿島SA       |                      |
| 上真野川橋     | 232 m                        | 南相馬IC - 南相馬鹿島SA       |                      |
| 真野川橋       | 105 m                        | 南相馬鹿島SA - 相馬IC         |                      |
| 町場川橋       | 29 m                         | 南相馬鹿島SA - 相馬IC         |                      |
| 宇多川橋       | 110 m                        | 南相馬鹿島SA - 相馬IC         |                      |
| 馬藩沢橋       | 191m                         | 相馬IC- 新地IC                |                      |
| 大野台希望の橋 | 421m                         | 相馬IC- 新地IC                |                      |
| 新地きずな橋   | 164m/155m（上り/下り）       | 相馬IC- 新地IC                |                      |
| 沼ノ沢橋       | 144m                         | 新地IC - 山元南SIC            |                      |
| 舘野橋         | 139m                         | 新地IC - 山元南SIC            |                      |
| 法羅橋         | 211m                         | 新地IC - 山元南SIC            |                      |
| 影倉橋         | 161m                         | 山元南SIC - 山元              |                      |
| 森のりんごばし | 101m                         | 山元南SIC - 山元              |                      |
| 山元未来橋     | 141m                         | 山元南SIC - 山元              |                      |
| 吉田橋         | 329m/316m（上り/下り）       | 山元IC - 鳥の海PA             |                      |
| 長瀞橋         | 120m/124m（上り/下り）       | 山元IC - 鳥の海PA             |                      |
| 鐙川橋         | 197m                         | 山元IC - 鳥の海PA             |                      |

### 道路管理者
2005年10月の日本道路公団民営化後は、全区間が東日本高速道路（NEXCO東日本）の営業範囲となっており、いわき勿来ICを境に南側を関東支社が、北側を東北支社がそれぞれ管轄している。
- NEXCO東日本関東支社
  - 谷和原管理事務所：三郷IC - 岩間IC
  - 水戸管理事務所：岩間IC - いわき勿来IC
- NEXCO東日本東北支社
  - いわき管理事務所：いわき勿来IC - 新地IC
  - 仙台東管理事務所：新地IC - 亘理IC

#### ハイウェイラジオ
- 三郷（三郷JCT - 三郷料金所）
- 守谷（守谷SA - 谷和原IC）
- 桜土浦（桜土浦IC - 土浦北IC）
- 石岡（美野里PA - 岩間IC付近）
- 水戸（友部JCT - 水戸IC）
- いわき湯本（いわき勿来IC - いわき湯本IC）
- 四倉（いわき中央IC - いわき四倉IC）
- 双葉（大熊IC - 浪江IC）
- 新地（新地IC - 山元南SIC）

コールサインは関東支社（三郷 - 水戸）、東北支社（いわき湯本 - 新地）ともに全ての局で「ハイウェイラジオ常磐道○○」（例：三郷であれば「ハイウェイラジオ常磐道三郷」）と放送される。

### 交通量
24時間交通量（台） 道路交通センサス
| 区間                         | 平成11（1999）年度 | 平成17（2005）年度 | 平成22（2010）年度 | 平成27（2015）年度 | 令和3（2021）年度 |
| ---------------------------- | ------------------ | ------------------ | ------------------ | ------------------ | ----------------- |
| 三郷JCT - 三郷TBSIC          | 103,089            | 097,122            | 101,208            | 104,146            | 103,498           |
| 三郷TBSIC - 流山IC           | 103,089            | 097,122            | 103,058            | 106,871            | 107,235           |
| 流山IC - 柏IC                | 096,530            | 089,731            | 094,187            | 096,842            | 089,881           |
| 柏IC - 谷和原IC              | 078,052            | 073,342            | 079,978            | 081,283            | 071,300           |
| 谷和原IC - 谷田部IC          | 055,615            | 053,890            | 062,664            | 065,821            | 055,661           |
| 谷田部IC - つくばJCT         | 049,866            | 050,506            | 059,744            | 062,563            | 052,557           |
| つくばJCT - 桜土浦IC         | 049,866            | 050,573            | 060,266            | 065,574            | 061,021           |
| 桜土浦IC - 土浦北IC          | 046,815            | 046,836            | 059,261            | 066,277            | 059,657           |
| 土浦北IC - 千代田石岡IC      | 048,903            | 049,465            | 061,065            | 067,082            | 059,658           |
| 千代田石岡IC - 石岡小美玉SIC | 044,757            | 46,463             | 057,030            | 063,809            | 057,349           |
| 石岡小美玉SIC - 岩間IC       | 044,757            | 46,463             | 057,030            | 062,326            | 054,820           |
| 岩間IC - 友部SASIC           | 0 35,984           | 042,382            | 054,268            | 059,961            | 052,364           |
| 友部SASIC - 友部JCT          | 0 35,984           | 042,044            | 053,350            | 058,678            | 050,847           |
| 友部JCT - 水戸IC             | 0 35,984           | 029,680            | 039,301            | 043,973            | 037,265           |
| 水戸IC - 水戸北SIC           | 026,993            | 024,432            | 034,278            | 038,564            | 032,867           |
| 水戸北SIC - 那珂IC           | 026,993            | 024,432            | 031,164            | 034,091            | 030,109           |
| 那珂IC - 東海SIC             | 024,963            | 020,996            | 027,136            | 030,632            | 025,795           |
| 東海SIC - 日立南太田IC       | 024,963            | 020,996            | 027,205            | 030,690            | 025,521           |
| 日立南太田IC - 日立中央IC    | 022,653            | 024,267            | 028,998            | 031,776            | 025,743           |
| 日立中央IC - 日立北IC        | 022,142            | 022,028            | 024,995            | 027,680            | 022,669           |
| 日立北IC - 高萩IC            | 016,973            | 017,336            | 019,587            | 023,017            | 018,662           |
| 高萩IC - 北茨城IC            | 014,499            | 014,941            | 016,853            | 020,555            | 016,637           |
| 北茨城IC - いわき勿来IC      | 0 12,151           | 012,409            | 013,820            | 017,866            | 014,281           |
| いわき勿来IC - いわき湯本IC  |                    | 010,602            | 011,685            | 016,861            | 013,081           |
| いわき湯本IC - いわきJCT     |                    | 011,943            | 013,158            | 020,624            | 016,042           |
| いわきJCT - いわき中央IC     |                    | 008,285            | 009,191            | 017,985            | 014,555           |
| いわき中央IC - いわき四倉IC  |                    | 003,569            | 003,951            | 013,047            | 011,945           |
| いわき四倉IC - 広野IC        | 調査当時未開通     | 003,388            | 003,957            | 014,244            | 014,421           |
| 広野IC - ならはPASIC         | 調査当時未開通     | 002,135            | 002,715            | 010,379            | 012,149           |
| ならはPASIC - 常磐富岡IC     | 調査当時未開通     | 002,135            | 002,715            | 010,379            | 011,828           |
| 常磐富岡IC - 大熊IC          | 調査当時未開通     | 調査当時未開通     | 調査当時未開通     | 009,604            | 010,641           |
| 大熊IC - 常磐双葉IC          | 調査当時未開通     | 調査当時未開通     | 調査当時未開通     | 009,604            | 009,719           |
| 常磐双葉IC - 浪江IC          | 調査当時未開通     | 調査当時未開通     | 調査当時未開通     | 009,604            | 010,267           |
| 浪江IC - 南相馬IC            | 調査当時未開通     | 調査当時未開通     | 調査当時未開通     | 009,057            | 009,364           |
| 南相馬IC - 南相馬鹿島SASIC   | 調査当時未開通     | 調査当時未開通     | 調査当時未開通     | 012,463            | 011,640           |
| 南相馬鹿島SASIC - 相馬IC/JCT | 調査当時未開通     | 調査当時未開通     | 調査当時未開通     | 012,764            | 011,962           |
| 相馬IC/JCT - 新地IC          | 調査当時未開通     | 調査当時未開通     | 調査当時未開通     | 011,775            | 010,341           |
| 新地IC - 山元南SIC           | 調査当時未開通     | 調査当時未開通     | 調査当時未開通     | 012,347            | 010,915           |
| 山元南SIC-山元IC             | 調査当時未開通     | 調査当時未開通     | 調査当時未開通     | 012,347            | 011,223           |
| 山元IC - 鳥の海PASIC         | 調査当時未開通     | 調査当時未開通     | 004,528            | 015,512            | 013,815           |
| 鳥の海PASIC - 亘理IC         | 調査当時未開通     | 調査当時未開通     | 004,528            | 015,512            | 014,889           |

（出典：「平成17年　道路交通センサス　一般交通量調査結果」（関東地方整備局ホームページ）・平成22年度道路交通センサス・平成27年度全国道路・街路交通情勢調査・令和3年度全国道路・街路交通情勢調査〈国土交通省ウェブサイト〉より一部データを抜粋して作成）
2002年度
- 区間別日平均交通量
  - 三郷 - 広野IC平均：3万4252台（前年度比92.2%）
  - 最大：三郷 - 流山IC 10万633台（前年度比97.7%）
  - 最小：いわき四倉IC - 広野IC 2,758台（前年度比83.5%）
- 総交通量
  - 年間：6167万2629台（前年度比98.0%）
  - 日平均：16万8966台
- 料金収入
  - 年間：7010億729万1000円（前年度比98.3%）
  - 日平均：1億9207万5000円

## 東日本大震災、東京電力福島第一原子力発電所事故の影響
東日本大震災、とりわけ福島第一原発事故の影響により工事区間への立ち入りが厳しく制限された関係で、2011年度（平成23年度）中に開通を予定していた常磐富岡IC - 南相馬IC（延長32.7 km）、および2012年度（平成24年度）の開設を予定していたならはPAは、施工スケジュールの見直しを余儀なくされ、供用開始は2014年度（平成26年度）までずれこんだ。
同原発から半径20 kmの警戒区域外については震災から約3か月後の2011年5月に建設が再開されたものの、警戒区域内においては、浪江IC - 南相馬IC（延長18.4 km）が1年後、常磐富岡IC - 浪江IC（延長14.3 km）については2年後の工事再開となった。震災前に工事中だった箇所の盛土や構造物は、地震の揺れによる損傷に加えて長期間放置されたことによって雨水による斜面の浸食や鉄筋の錆などの被害が拡大し、急ピッチで復旧作業が進められた。しかし、この頃には常磐道以外でも被災地の復旧工事が本格化したことで慢性的に作業員が不足し、放射能の影響で作業時間の制限や作業員の離脱も相次いで継続的な作業に支障をきたした。またコンクリートなど建設資材も不足し、同じく放射能の懸念から資材搬入が拒否されることもあった。工事再開が最も遅れた羽黒川橋では、打設予定日の悪天候に備えてエアドームや単管パイプでの架設屋根を設置するなどして乗り切った。道路舗装用の砕石は遠く静岡県や三重県から調達し、受け入れ港である相馬港では周辺住民協力のもと稼働時間を延長するなどして対処した。
除染作業は環境省直轄のもと、2012年3月から7月まで先行事業として「常磐自動車道警戒区域内における除染モデル実証事業」が、同年12月3日から2013年（平成25年）6月28日にかけて本格的に「常磐自動車道除染等工事」が実施され、その結果低減率19 - 55%が確認された。この結果について環境省は、2013年度内に開通を目指していた広野IC - 常磐富岡IC（延長16.4 km）については「概ね当初の方針どおり線量を低減」とし、その他の区間についても「一部で線量の高い区間があるものの一定程度低減」としている。
その後、除染の達成状況を確認するため、2014年（平成26年）10月に同省がモニタリングカーによる走行サーベイを実施したところ、浪江IC - 南相馬ICでは2014年10月21日測定時点で平均0.6 - 0.7 µSv/h、広野IC - 常磐富岡ICでは2014年10月29日測定時点で平均1.3 - 1.5 µSv/h、常磐富岡IC - 浪江ICでは2014年10月21日測定時点で平均0.5 - 2.4 µSv/hと、同省が常磐道での除染方針の目標で挙げた3.8 µSv/h以下（9.5 µSv/h超の線量の場合は約9.5 µSv/h以下）を下回ることが確認された。
- 2011年（平成23年）
  - 3月11日：東北地方太平洋沖地震の発生により全線通行止め。このうち、那珂IC - 水戸ICの上り線の一部区間で本線が崩壊する被害があった。他の地域でも路肩部分の崩壊や余震による崩壊はあったが、本震により本線部分まで被害が出たのは唯一である。
  - 3月16日：三郷IC/JCT - 水戸IC復旧。
  - 3月21日：水戸IC - いわき中央IC復旧。
  - 3月24日：山元IC - 亘理IC復旧。
  - 4月1日：いわき中央IC - いわき四倉IC復旧。
  - 4月28日：いわき四倉IC - 広野IC復旧。これにより広野IC - 常磐富岡ICを除く開通区間が応急復旧完了。
  - 6月20日：東日本大震災の被災者支援、および福島第一原発事故による避難者や復旧・復興支援を目的に、一部車両を対象として通行料金を無料とする措置を水戸IC - 広野ICおよび山元IC - 亘理ICで開始。
  - 8月31日：中型車以上の車両について、通行料金を無料とする措置を打ち切り。
  - 9月5日：広野IC - 常磐富岡ICを除く開通区間で東日本大震災の本復旧工事を開始。
  - 12月1日：東日本大震災の復興支援として、全車種について無料通行措置を実施開始。
- 2012年（平成24年）
  - 3月31日：全車種に対する無料通行措置が終了。
  - 4月1日：福島第一原発事故による警戒区域などからの避難者が乗車する車両（ETC車を除く）の無料措置を実施開始。
  - 4月8日：南相馬IC - 相馬ICが開通。同区間は全車無料措置のため2014年12月6日の相馬IC - 山元IC開通まで無料通行となり[71]、最高速度も60 km/hに規制されていた。
  - 12月22日：広野IC - 常磐富岡ICおよび南相馬IC - 相馬ICを除く開通区間の本復旧工事が完了。
- 2014年（平成26年）
  - 2月22日：東日本大震災以来通行止めとなっていた広野IC - 常磐富岡ICが3年ぶりに再開通（通行再開）[72][73]。
  - 12月6日：南相馬IC - 相馬ICの全車無料措置が終了。
- 2016年（平成28年）3月31日：福島第一原発事故警戒区域などからの避難者が乗車する車両の無料措置が終了[74]。

## 地理

### 通過する自治体
- 埼玉県
  - 三郷市 - 吉川市
- 千葉県
  - 流山市 - 柏市
- 茨城県
  - 守谷市 - つくばみらい市 - つくば市 - 土浦市 - つくば市 - 土浦市 - かすみがうら市 - 石岡市 - 小美玉市 - 笠間市 - 水戸市 - 那珂市 - 那珂郡東海村 - 日立市 - 常陸太田市 - 日立市 - 高萩市 - 北茨城市
- 福島県
  - いわき市 - 双葉郡広野町 - 双葉郡楢葉町 - 双葉郡富岡町 - 双葉郡大熊町 - 双葉郡双葉町 - 双葉郡浪江町 - 南相馬市 - 相馬市 - 相馬郡新地町
- 宮城県
  - 亘理郡山元町 - 亘理郡亘理町

### 接続する高速道路
- 首都高速6号三郷線（三郷JCTで直結）
- C3 東京外環自動車道（三郷JCTで接続）
- C4 首都圏中央連絡自動車道（つくばJCTで接続）
- E50 北関東自動車道（友部JCTで接続）
- E49 磐越自動車道（いわきJCTで接続）
- E13 東北中央自動車道（相馬福島道路、相馬ICで接続）
- E6 仙台東部道路（亘理ICで直結）